# الرئيسية
قرية الرئيسية هي إحدى القرى التابعة لمركز نجع حمادى في محافظة قنا في جمهورية مصر العربية. حسب إحصاءات سنة 2006، بلغ إجمالي السكان في الرئيسية 10894 نسمة، منهم 5408 رجل و5486 امرأة.